# Championnats de Slovénie de VTT

Les championnats de Slovénie de vélo tout terrain sont des compétitions ouvertes aux coureurs de nationalité slovène.

## Palmarès masculin

### Cross-country
| Année | Or                  | Argent          | Bronze              |
| ----- | ------------------- | --------------- | ------------------- |
| 2004  | Robert Vrecer       | Gregor Miklic   | Miha Solar          |
| 2005  | Bostjan Pahovnik    | Borut Rudolf    | Gregor Miklic       |
| 2009  | Luka Kodra          | Matjaz Budin    | Robert Kordez       |
| 2010  | Matej Lovse         | Lenart Noc      | Matjaz Budin        |
| 2011  | Matej Lovse         | Lenart Noc      | Cernilogar Nejc     |
| 2012  | Matjaz Budin        | Matej Lovse     | Borut Rudolf        |
| 2013  | Rok Korosec         | Urban Ferencak  | Matjaz Budin        |
| 2014  | Bostjan Hribovsek   | Gregor Krajnc   | Miha Halzer         |
| 2015  | Luka Mezgec         | Gregor Dimic    | Bostjan Hribovsek   |
| 2016  | Gregor Krajnc       | Rok Naglic      | Bostjan Hribovsek   |
| 2017  | Luka Mezgec         | Rok Naglic      | Bostjan Hribovsek   |
| 2018  | Rok Naglic          | Gregor Dimic    | Luka Tavcar         |
| 2019  | Rok Naglic          | Gregor Dimic    | Matevž Govekar      |
| 2022  | Matic Kranjec Zagar | Jakob Klemencic | Gregor Krajnc       |
| 2023  | Rok Naglic          | Mihael Štajnar  | Matic Kranjec Zagar |
| 2024  | Rok Naglic          | Mihael Štajnar  | Matic Kranjec Zagar |

### Marathon
| Année | Or            | Argent          | Bronze          |
| ----- | ------------- | --------------- | --------------- |
| 2009  | Robert Kordez | Cernilogar Nejc | Dejan Vracic    |
| 2010  | Matej Lovse   | Blaz Pristovnik | Cernilogar Nejc |
| 2011  | Robert Kordez | Matjaz Budin    | Blaz Pristovnik |
| 2016  | Lenart Noc    | Peter Zupancic  | Gregor Krajnc   |

### Descente
| Année | Or           | Argent        | Bronze         |
| ----- | ------------ | ------------- | -------------- |
| 2010  | Nejc Rutar   | Miran Vauh    |                |
| 2011  | Miran Vauh   |               | Matej Drnovsek |
| 2014  | Miran Vauh   | Jure Zabjek   | Ziga Pandur    |
| 2015  | Jure Zabjek  | Ziga Pandur   | Ales Virtic    |
| 2016  | Jure Zabjek  | Miran Vauh    | Ziga Pandur    |
| 2017  | Jure Zabjek  | Miran Vauh    | Jan Cimperman  |
| 2018  | Miran Vauh   | Luka Berginc  | Miha Ivancic   |
| 2019  | Jure Zabjek  | Luka Berginc  | Miha Ivancic   |
| 2023  | Luka Berginc | Zak Gomilscek | Jan Cimperman  |
| 2024  | Tilen Leban  | Miran Vauh    | Matej Osolin   |

## Palmarès féminin

### Cross-country
| Année | Or              | Argent          | Bronze          |
| ----- | --------------- | --------------- | --------------- |
| 2005  | Blaza Klemencic | Nina Homovec    |                 |
| 2006  | Blaza Klemencic | Nina Homovec    | Darinka Bresar  |
| 2007  | Tanja Zakelj    | Nina Homovec    | Blaza Klemencic |
| 2008  | Nina Homovec    |                 |                 |
| 2009  | Blaza Klemencic | Tanja Zakelj    | Ana Zupan       |
| 2010  | Blaza Klemencic | Nina Homovec    | Ana Zupan       |
| 2011  | Tanja Zakelj    | Blaza Klemencic | Nina Homovec    |
| 2012  | Tanja Zakelj    | Ana Zupan       |                 |
| 2013  | Blaza Klemencic | Tanja Zakelj    | Tina Perse      |
| 2014  | Blaza Klemencic | Tanja Zakelj    | Tina Perse      |
| 2015  | Tanja Zakelj    | Blaza Klemencic | Tina Perse      |
| 2016  | Tanja Zakelj    | Tina Perse      |                 |
| 2017  | Tanja Zakelj    | Tina Perse      |                 |
| 2018  | Blaža Pintarič  | Tanja Zakelj    | Marusa Knap     |
| 2019  | Tanja Zakelj    | Vita Movrin     | Marusa Knap     |
| 2020  | Tanja Zakelj    |                 |                 |
| 2021  | Tanja Zakelj    |                 |                 |
| 2022  | Tanja Zakelj    | Vita Movrin     | Marusa Knap     |
| 2023  | Tanja Zakelj    | Vita Movrin     | Marusa Naglic   |
| 2024  | Vita Movrin     | Tanja Zakelj    | Marusa Naglic   |

### Marathon
| Année | Or           | Argent       | Bronze       |
| ----- | ------------ | ------------ | ------------ |
| 2009  | Tanja Zakelj | Lucija Ankon | Nina Homovec |

### Descente
| Année | Or               | Argent           | Bronze            |
| ----- | ---------------- | ---------------- | ----------------- |
| 2010  | Rebeka Barlic    | Zarja Cernilogar | Spela Horvat      |
| 2011  | Zarja Cernilogar | Rebeka Barlic    | Spela Horvat      |
| 2014  | Zarja Cernilogar | Monika Hrastnik  | Eva Horvat        |
| 2015  | Monika Hrastnik  | Zarja Cernilogar | Eva Horvat        |
| 2016  | Zarja Cernilogar | Monika Hrastnik  | Spela Horvat      |
| 2017  | Monika Hrastnik  | Spela Horvat     | Katarina Primozic |
| 2018  | Monika Hrastnik  | Spela Horvat     | Katarina Primozic |
| 2020  | Monika Hrastnik  |                  |                   |
| 2021  | Monika Hrastnik  |                  |                   |
| 2022  | Monika Hrastnik  |                  |                   |
| 2023  | Monika Hrastnik  | Tina Smrdel      |                   |
| 2024  | Monika Hrastnik  | Tina Smrdel      | Masa Komel        |